# Heacham
Heacham är en ort och civil parish i Storbritannien.   Den ligger i grevskapet Norfolk och riksdelen England, i den sydöstra delen av landet, 160 km norr om huvudstaden London. Heacham ligger 8 meter över havet och antalet invånare är 4 714.
Terrängen runt Heacham är platt. Havet är nära Heacham åt nordväst. Runt Heacham är det ganska tätbefolkat, med 90 invånare per kvadratkilometer. Närmaste större samhälle är King's Lynn, 18,5 km söder om Heacham. Trakten runt Heacham består till största delen av jordbruksmark.